# ハビエル・ロペス・カルバージョ
ハビエル・"ハビ"・ロペス・カルバージョ（Javier "Javi" López Carballo、2002年3月25日 - ）は、スペイン・ラ・オロタバ出身のサッカー選手。レアル・ソシエダ所属。ポジションはディフェンダー。

## クラブ経歴
カナリア諸島のラ・オロタバに生まれ、2017年に地元CDテネリフェからデポルティーボ・アラベスの下部組織に加入した。
2020年6月21日、18歳にしてこの日のセルタ・デ・ビーゴとのリーグ戦に出場し、トップチームデビューを飾った。
2024年7月21日、レアル・ソシエダへ6年契約で完全移籍を果たした。